# Catoxophylla cyanaugus
Catoxophylla cyanaugus är en fjärilsart som beskrevs av Turner 1945. Catoxophylla cyanaugus ingår i släktet Catoxophylla och familjen träfjärilar. Inga underarter finns listade i Catalogue of Life.